# Carabobo Fútbol Club (femenino)
El Carabobo Fútbol Club (femenino) es un equipo de futbol femenino profesional venezolano filial de equipo masculino Carabobo Fútbol Club , se encuentra ubicado en Valencia, Carabobo, Venezuela y actualmente participa en la Superliga Femenina Fútbol (Venezuela), liga equivalente a la máxima división del fútbol femenino en Venezuela.

## Historia
Carabobo Fútbol Club (femenino)

## Uniforme
Carabobo Fútbol Club (femenino) tradicionalmente el utiliza camiseta vinotinto, pantalones vinotinto o blancos y medias granates, y la casa visitante de blanco siempre con decoraciones granates.
Uniforme titular: Camiseta granate con detalles vinotinto oscuro y blanco, pantalón vinotinto y medias vinotinto.
Uniforme alternativo: Camiseta azul con detalles blancos, pantalón azul y medias azules.

### Indumentaria y patrocinador
| Periodo         | Proveedor |
| --------------- | --------- |
| 2015 - presente | Adidas    |

| Periodo           | Patrocinador     |
| ----------------- | ---------------- |
| 2015 - actualidad | Sin patrocinador |

## Instalaciones
Carabobo Fútbol Club (femenino) juega en el Polideportivo Misael Delgado es un estadio multipropósito ubicado en la ciudad de Valencia, estado Carabobo,  en la parte centro norte de Valencia, que a pesar de ser una infraestructura relativamente pequeña es usada para diversas disciplinas deportivas. Su capacidad alcanza los 10.400 espectadores aproximadamente. El estadio fue inaugurado en 1964 con motivo de los juegos nacionales. En el año 2011 debido al mal estado del engramado se le hizo una remodelación y se le colocó Césped Sintético, además de acondicionamiento de las tribunas (Principal y Popular), para mayor comodidad del espectador, remodelación de los palcos de prensa y colocación de baños nuevos.

## Palmarés
- Liga Nacional de Fútbol Femenino de Venezuela (0):

- Copa Venezuela de Fútbol Femenino (0):